# Personaggi di Ultimate Spider-Man

## Famiglia Parker
- May Parker: zia di Peter è una donna forte e indipendente, è riuscita a superare, pur con qualche crisi, la morte del marito Ben ed ora è una colonna per Peter. Anche se è altamente protettiva nei confronti del nipote, non ha idea della sua identità segreta e, come nell'universo classico, è persino diffidente nei confronti dell'Uomo Ragno. Zia May è anche piuttosto brava con i computer e le piace spiegare e risolvere problemi sul web. Poco tempo dopo la morte di suo marito Ben stava iniziando una relazione con il capitano di polizia George Stacy, prima che questo morisse ucciso da un impostore vestito da Uomo Ragno.
- Ben Parker: zio di Peter era il marito di Zia May, un uomo gentile e intelligente, sorretto da sani e robusti principi. È lui l'inventore della frase "da un grande potere derivano grandi responsabilità". Fu ucciso da un ladro durante una rapina in casa.
- Richard e Mary Parker: genitori di Peter, morti molti anni fa in un incidente aereo mentre erano in un viaggio di affari. Richard era un notevole scienziato e genetista molto in avanti rispetto ai suoi tempi, tanto da riscuotere le ammirazioni di Susan Storm. Sviluppò insieme a Eddie Brock senior il famoso "costume nero" per curare il cancro e partecipò insieme a Bruce Banner, a Franklin Storm e ad un giovane Hank Pym, alla seconda generazione del Progetto Rinascita. Il tentativo fallito da parte di Banner, da cui derivò la prima versione del siero di Hulk, quasi costò la vita a lui, a sua moglie e al neonato Peter e ne causò il suo ritiro dal progetto.
- Jessica Drew: clone femminile di Peter Parker e, insieme allo Scorpione, unico sopravvissuto alla Saga del Clone. Rispetto all'originale, ha dimostrato di avere abilità ed agilità migliori ed è in grado di secernere fluido di ragnatela in modo naturale dalle dita delle mani. Dopo gli eventi della Saga del Clone, la Donna Ragno scompare per ritornare saltuariamente a combattere i criminali al pari della sua controparte maschile; sembra che stia portando avanti alcune indagini per conto suo. Jessica è da considerare come una parente di Peter in quanto sotto il profilo medico hanno in comune il cinquanta per cento di geni del proprio genoma, dato che è stata sviluppata a partire solo dal cromosoma X di Peter, esattamente come sarebbe tra fratelli dello stesso sangue.

## Amici
- Mary Jane Watson: è una bellissima ragazza dai capelli rossi, ed è una delle fidanzate storiche di Peter Parker. Mary è molto intelligente e fortemente emotiva, infatti ondeggia tra una scarsa autostima ad essere un vero peperino. Benché non disdegni il trucco e i vestiti eleganti, predilige i vestiti più semplici e comodi. È stata l'unica persona assieme a Liz e a zia May a cui Peter abbia rivelato la sua doppia identità volontariamente. Ha ricucito il costume dell'Uomo Ragno dopo che Peter lo aveva perso in combattimento, sentendosi come la Betsy Ross dei supereroi. La sua relazione con Peter si caratterizza di numerosi alti e bassi tra i quali una pausa (dovuta ad un crollo psicologico di lei, terrorizzata al ricordo della sua caduta dal ponte di Brooklyn per mano del Goblin) e una rottura dovuta stavolta da Peter che non poteva permettere che i suoi cari si facessero male a causa della sua condizione di vigilante. Durante la "Saga del clone" viene contaminata dall'Oz, trasformandosi in un mostro. Viene curata da Reed Richars dei Fantastici 4 e alla fine lei e Peter tornano insieme. Dopo Ultimatum però si lasciano nuovamente.
- Harry Osborn: amico d'infanzia di Peter, è il problematico figlio di Norman Osborn. In costante ricerca di riconoscimento da parte del padre al quale, nonostante la freddezza e il distacco che gli riserva, è molto affezionato, rimarrà coinvolto nelle sue trame per lo sviluppo del siero Oz. Infatti il suo organismo è stato modificato dal siero solo che non lo rammenta per le continue sedute di ipnosi a cui il padre lo sottoponeva, che gli permette di trasformarsi nel gigantesco "Hobgoblin". Sconvolto dalle continue lotte e crimini commessi da Norman, Harry, in un sempre più fragile equilibrio psichico, accuserà prima Peter di averlo ucciso e poi si schiererà contro Norman stesso, durante la saga "Morte di un Goblin" in cui perderà la vita nel tentativo di fermare il padre e proteggere Peter.
- Gwen Stacy: figlia del capitano di polizia George Stacy, diventa amica di Peter e Mary Jane dopo aver traslocato nel loro quartiere ed essersi trasferita nella loro scuola. Fin dai primi momenti vive una situazione difficile: il padre è un poliziotto costantemente al lavoro e la madre ha abbandonato la famiglia. Si trasferì temporaneamente dai Parker dopo la partenza della madre. Quando il padre venne ucciso da un criminale vestito da Spider-Man, lei inizialmente incolpò lo Spider-Man vero. Anche dopo la morte del capitano Stacy la madre rifiutò di prenderla con sé, così Zia May decise di farla vivere definitivamente con loro. Gwen scoprì in seguito l'identità segreta del supereroe e lo aspettò a casa armata della pistola del padre; ma dopo pochi secondi di esitazione cede e si sfoga, confessando di sapere bene che Peter è una brava persona e che non lo ha ucciso lui. Tutto sembrava andare per il meglio quando Gwen venne uccisa da Carnage. Tristemente l'ultima persona sarà il viso di Peter, assunto dal simbionte mentre la stava uccidendo. Tuttavia, Otto Octavius nel tentativo di clonare Carnage, morto in uno scontro con Peter, clona anche lei: i due DNA si erano legati insieme e questo conferisce a Gwen i poteri del simbionte. Esso le verrà estirpato da Venom durante la "Guerra dei Simbionti". Dopo gli eventi di Ultimatum, MJ lascia Peter e quest'ultimo comincia una relazione con lei.
- Liz Allen: amica del cuore di Mary Jane Watson è mutantofoba anche se non ne sono mai spiegate bene le radici di tale pregiudizio. Sembra che in realtà lei abbia parecchie fobie, ma la paura verso i mutanti sembra che derivi dalla paura di essere lei stessa una mutante. Non è un timore infondato dato che è in realtà la figlia del terrorista mutante Blob e che ha manifestato, durante una festa sulla spiaggia i suoi poteri, cioè quelli di potersi infiammare al pari di Johnny Storm. Da tale rivelazione si unirà agli X-Men e sarà data per dispersa dopo l'attacco di Ultimatum.
- Kenny McFarlane: alias Kong: è un compagno di classe di Peter, sovrappeso ma vigoroso. È amico di Flash Thompson e con lui nei primi tempi trattava male Peter ma in realtà, se preso singolarmente, è un bravo ragazzo. Negli ultimi numeri si avvicina sempre di più a Peter, diventandone amico e infatuadosi, apparentemente ricambiato, di Kitty Pride. Kenny è stata l'unica persona in tutta la serie ad accorgersi spontaneamente della doppia identità di Peter, decidendo però, dopo un iniziale tentativo di smascherarlo, di mantenerne il segreto.
- Kitty Pryde: membro degli X-Men è innamorata di Peter già da prima del loro incontro per aiutare Geldoff, un ragazzo mutante, anche se solo da quell'occasione sa chi è che indossa la maschera. Dopo la separazione tra Peter e MJ, Kitty e il ragazzo hanno una storia che seppur di breve durata, è molto intensa, non solo per le minacce criminali che si ritrovano ad affrontare insieme, come Shocker, Ringer o il mercenario mutanticida Deadpool, sull'isola di Krakoa. I due si lasciano dopo gli eventi della "Saga del Clone", poiché Peter scopre di essere ancora innamorato di MJ e Kitty, avendoli scoperti a baciarsi ne rimase molto ferita. Benché il sentimento verso il ragazzo persista, sostenuto dal fatto che Kitty entrerà a far parte della stessa classe di Peter al Midtown, inizierà a uscire con Kenny "Kong" MacFarlane, giungendo alla fine ad innamorarsene. Dopo i fatti di Ultimatum è una dei pochi mutanti ad essersi salvata e inizierà ad operare come vigilante sotto le sembianze di Ultimate Shroud (Sudario in Italia). Sempre in Ultimatum si scopre che ha avuto una storia con Wolverine
- Johnny Storm: membro dei Fantastici Quattro e fratello della ragazza invisibile Susan Storm, è un ragazzo molto sicuro di sé ed entusiasta dei suoi nuovi poteri. Benché sia spavaldo e in costante ricerca di una ragazza, il suo chiodo fisso, mostra in parecchie occasioni un lato triste dovuto alla mancanza di una vita sociale seria e di amici sinceri. Da quando si è incontrato con il Ragno, durante un effimero tentativo di concludere la scuola dopo la sua trasformazione, lo considera uno dei suoi migliori amici. Dopo i fatti di Ultimatum e la morte del padre si trasferirà a vivere dai Parker (dove starà anche dopo la morte di Peter) e avrà una storia con Jessica Drew (alias Spider-Woman).
- Robert "Bobby" Drake: membro degli X-Men, è il famoso uomo-ghiaccio del gruppo. Amico e inizialmente fidanzato di Kitty Pryde, instaura successivamente una relazione altalenante con Rogue, altra sua compagna di squadra. Ciò deteriora i rapporti con Kitty, la ragazza ammette di odiarlo e troveranno una riconciliazione solo dopo l'abbandono del gruppo e il trasferimento a Forest Hill della ragazza. Con il definitivo scioglimento degli X-Men, Bobby cerca di ritornare in famiglia ma sua madre lo caccia di casa e trova rifugio prima presso Kitty e poi presso i Parker dove si stabilirà definitivamente.
- Wolverine: mutante appartenente agli X-Men. Lui e il Ragno si incontrarono alcuni giorni prima della sua entrata nel gruppo mutante, durante le primissime manifestazioni pubbliche di Spider-Man. Logan prese subito in simpatia il ragazzo, nonostante lo ritenga un po' idiota per quello che fa; anzi, dimostrò di apprezzare anche il suo costume. In un'occasione si finse addirittura suo cugino di fronte ai suoi compagni di scuola. Al di là di tutto il canadese mostra di riporre una gran fiducia in lui, tanto da essere la prima persona a cui chiese aiuto quando si ritrovò sotto l'attacco di un misterioso gruppo di forze armate. Ad un certo punto i due si ritrovano con i corpi scambiati per colpa di Jean Grey. Logan morì durante lo scontro finale con Magneto venendo privato dell'adamantio ed incenerito dai laser dell'armatura di Iron Man e dagli occhi di Ciclope (sempre per colpa di Magneto, che con i suoi poteri ha controllato l'armatura di Iron Man ed il visore di Ciclope).

## Daily Bugle
Peter lavora al quotidiano Daily Bugle come web designer.
- J. Jonah Jameson: detto J.J.J., è il direttore del giornale. Odia Spider-Man fin dall'inizio e confesserà molto più tardi il vero motivo durante un dialogo con Peter: non sopporta che la gente acclami l'Uomo Ragno come un eroe e non quelli che lui considera eroi veri come il proprio figlio John Jameson, un astronauta morto durante una missione spaziale. Quando Wilson Fisk, alias Kingpin tornò a New York e venne assolto in un processo per omicidio, per via di prove schiaccianti ma giudicate non valide dai giudici, Jonah sostiene Bullit, candidato sindaco appoggiato da Kingpin, per via dei suoi slogan contro l'Uomo Ragno; dopo che Ben Urich, Peter ed il suo amico e collega di vecchia data Robbie Robertson gli fanno notare l'errore, torna sui suoi passi denunciando Bullit pubblicamente sul suo giornale. Durante quella stessa saga confessa a Peter di ammirarlo e di credere che abbia un grande futuro come giornalista; comincia così ad assegnarlo ad alcuni piccoli lavori insieme a Ben Urich. Dopo la saga di Ultimatum, Jonah capisce che vero eroe sia in realtà L'uomo ragno vedendolo tuffarsi nella ormai New York sommersa per salvare più persone possibili e ne scrive un articolo per commemorarlo (in quanto in quel frangente lo si crede sia morto) e confessare il fatto di averlo accusato di crimini solo per vendere più copie al giornale. Successivamente scopre che Peter Parker è in realtà Spider-Man nella saga dei Camaleonti, dove viene rapito e quasi ucciso a causa di una pallottola.
- Ben Urich: è il più importante giornalista al Daily Bugle. Ha scritto numerosi articoli che hanno contribuito all'arresto di Kingpin. Crede molto nell'Uomo Ragno e ne assume più volte le difese e il punto di vista, contrapponendosi a Jonah. Rimarrà vittima di un'infezione vampirica, mentre svolgeva un'indagine, a causa di un incontro con una testimone che era stata da poco vampirizzata; sarà salvato dalla collaborazione di Spiderman e del vampiro benevolo Morbius. Dopo questo avvenimento continua a lavorare per il Daily Bugle.
- Joseph Roberson: caporedattore del Daily Bugle e amico di Jonah. In passato ha difeso Spider-Man criticando il suo direttore per gli editoriali pubblicati contro di lui e ha anche insultato Jonah per il comportamento scorretto quando licenzia Peter la prima volta.
- Batty Brant: giornalista che lavora lì. Ha molta meno importanza rispetto all'opera originale di Spider-Man (dova ha anche avuto una storia con Peter, mentre nella versione Ultimate la si vede flirtare con Kraven).

## Membri S.H.I.E.L.D.
- Nick Fury: è il Direttore dello S.H.I.E.L.D. Essendo per così dire il tramite tra la nascente comunità superumana e il governo, si è ritrovato ad occuparsi del caso "Uomo Ragno". Inizialmente non lo prende molto in considerazione ma vedendolo sempre più in azione ne capisce le potenzialità: o una grande minaccia o un futuro grande agente S.H.I.E.L.D. Durante una chiacchierata con lui gli fa intendere che raggiunti i diciotto anni si dovrà unire volente o nolente agli Ultimates. Ha una figura molto potente e dura e una forte influenza su Peter, il quale lo vede, benché lo tema, come una figura quasi paterna. Vuole "desuperpoterizzare" Spidey credendolo più una minaccia che un eroe ma alla fine della saga del clone rinuncia a questo obiettivo perché capisce il vero valore del ragazzo. Più avanti Nick Fury verrà imprigionato in una dimensione parallela, ma verrà liberato nella saga di Ultimatum per fronteggiare Magneto. Sarà proprio il capo dello S.H.I.E.L.D a rivelare a Magneto che i mutanti sono solo delle creazioni di uno scienziato pazzo.
- Carol Danvers: nuova Direttrice dello S.H.I.E.L.D. dopo l'esilio di Nick Fury nel Supremeverse, si ritrova a dover reggere il peso dell'eredità lasciata da Fury, i casi "Spider-Man", "Goblin" e "Magneto" tra i tanti, cercando di compiere il suo lavoro al meglio. Il suo mandato è in stretta collaborazione con la forza indipendente degli Ultimates di Tony Stark (con cui ha una relazione) e dei Vendicatori di Fury dopo i fatti di Ultimatum. Dopo la sua nomina, si allea con Kitty Pride e con Peter per fermare Norman Osborn dopo la sua evasione.
- Sharon Carter: agente dello S.H.I.E.L.D. alle dirette dipendenze di Fury prima che questo formasse gli Ultimates. È intervenuta più volte quando l'Uomo Ragno ha avuto a che fare con altri supercriminali. Ha collaborato con lui durante lo scontro con l'Uomo Sabbia e contro Octopus.
- Ultimates: Task Force dello S.H.I.E.L.D. e poi forza indipendente dal governo con cui Peter si è ritrovato a far gruppo in un paio di occasioni, tra cui la cattura di Luther Manning, durante Potere Supremo e nell'episodio i sinistri 6 dove vengono incaricati di proteggere i cari di Peter Parker e di arrestare i 5 criminali che hanno minacciato lo stesso Peter, ovvero: Goblin (Normam Osborn), Kraven (Sergei Kravinoff), Electro, il Dottor Octopus (Otto Octavius) e l'Uomo Sabbia (Flint Marko). I componenti degli Ultimates sono: Capitan America, Iron Man, Thor, Vedova Nera, Hulk, Wasp, Giant-Man e Occhio di Falco.

## Ultimate Knights
Gruppo di vigilanti fondato da Matt Murdock e con cui Peter ha collaborato per distruggere Kingpin.
- Matthew Murdock alias Devil: un dei migliori avvocati di New York, cieco dopo un incidente avvenuto quando era bambino, è in realtà il vigilante Devil. Esperto di arti marziali e con una preparazione atletica a livello olimpionico, ha tutti gli altri quattro sensi supersviluppati ed un sesto senso radar. Come quello classico ha avuto una relazione con Elektra, è cattolico, suo padre era un pugile e odia Kingpin. Prima di voler fondare la squadra spronava continuamente Peter a ritirarsi come Spider-Man, perché troppo giovane e stupido. In Ultimatum muore sotto delle macerie e Peter confessa di averlo sempre ammirato anche se non lo conosce (cosa falsa dato che proprio nella saga degli Ultimate Knights Peter viene a sapere chi è in realtà Devil in quanto lo va a trovare a scuola con le sembianze di Matthew Murdock).
- Dottor Strange: è un mago di New York, figlio dell'originale Dottor Strange e della sua allieva Clea. L'Uomo Ragno lo ha aiutato a sconfiggere Xandu. Strange lo ha poi aiutato liberarsi dall'"Incubo". Rispetto al padre ha ancora molto da imparare, benché dimostri un grande talento, ed è molto "meno mistico": partecipa a programmi televisivi serali e ha una condotta di vita piuttosto libertina. In Ultimatum si fa possedere da un demone e attacca l'uomo ragno e Hulk. Successivamente viene stritolato e ucciso da Dormammu.
- Shang-Chi: figlio di un boss della Triade Cinese è fuggito per non dover seguire le orme paterne. Maestro nelle arti marziali cinesi collaborò con l'Uomo Ragno per sgominare una banda di trafficanti a Chinatown. Lo si ritrova a lavorare in un ristorante dove deve vedersela con il boss Testa di Martello, affiancato dall'amico Danny Rand. Dopo la sconfitta di Kingpin parte per una destinazione sconosciuta.
- Pugno d'acciaio: amico di Shang-Chi in grado di controllare il Chi del corpo umano. Tradisce il gruppo sotto minaccia di Fisk di poter far del male a sua figlia. Riuscirà a riabilitarsi facendo il doppio gioco contro il Kingpin.
- Moon Knight: vigilante bianco vestito, dalle numerose personalità. Durante un violento combattimento con Elektra ha riportato ferite così gravi che lo hanno ridotto in coma, non prima che riuscisse a salvare Felicia Hardy dalla stessa assassina, colpendola con uno shuriken. Poiché è privo di impronte digitali, si è ipotizzato che possa essere un ex agente CIA. La sua condizione psichica (possiede cinque diverse personalità) sembra essere dovuta ad alcuni esperimenti del siero del supersoldato. La sua personalità dominante è appunto quella di Moon Knight.

## Polizia di New York
Durante la sua carriera supereroistica, Peter ha avuto difficili rapporti con la polizia, che lo vedevano come una minaccia, ma con alcuni dei suoi membri è stato diverso e sono diventati suoi importanti contatti nelle centrali:
- Jeanne De Wolfe: è un Capitano della polizia di New York in combutta con Kingpin ed anche sua amante. È stata uccisa dal Punitore.
- George Stacy: era un Capitano della polizia di New York; il suo matrimonio, il cui frutto è Gwen Stacy, è fallito. Probabilmente attratto da Zia May, fu ucciso da un rapinatore travestito da Spider-Man mentre salvava un bambino.
- Frank Quaid: è un capitano di polizia della città di New York, che cerca spontaneamente l'aiuto di Spider-Man per combattere il criminale Mysterio; Peter aveva un debito nei suoi confronti poiché lo aveva salvato durante uno scontro con Shocker, che lo aveva rapito.

## Altri personaggi
- Curt Connors: è un professore universitario che ha sponsorizzato il progetto Venom di Eddie Brock; ha perso un braccio nella guerra del Vietnam e ha conosciuto Richard Parker. Utilizzando un campione del proprio sangue e di quello di Peter, mescolati assieme al Venom ha creato Carnage. È l'alter ego di Lizard ovvero la creatura di aspetto lucertolesco in cui Connors si trasforma: utilizzò il DNA di una lucertola per creare del codice genetico capace di rigenerare il proprio braccio ma sperimentando il siero su di sé diventò suo malgrado un mostro. Ha affrontato Spidey nelle fogne ma, prima che lo sconfiggesse, è stato attaccato dall'Uomo Cosa che lo ha arso toccandolo e riportato allo stadio umano. Si è ritrasformato alla creazione di Carnage. Successivamente a tal fatto si è consegnato alla polizia assumendosi le responsabilità della sua "creatura".
- Flash Thompson: è un bel ragazzo, asso della squadra di football e basket, non molto sveglio, che si diverte a tormentare Peter. Sembra avesse una cotta per Gwen Stacy prima che lei morisse. Peter considera Flash una persona priva di cuore e che presto diventerà un criminale o quanto meno una cattiva persona. Mentre nel fumetto originario Flash si ravvede, nella versione Ultimate rimane fino alla fine un bulletto.
- Morbius: figlio di Vlad III di Moldavia, ovvero il Conte Dracula, di questa dimensione è un vampiro buono. I due hanno collaborato più o meno efficacemente insieme durante un episodio di vampirismo avvenuto a New york e che coinvolse direttamente il reporter Ben Urich. Grazie a lui si è venuti a conoscenza dell'immunità di Peter al virus del vampirismo, poiché il suo sangue non è puro.
- Felicia Hardy alias Gatta Nera: una giovane donna che si vuole vendicare della morte del padre decretata da Wilson Fisk, alias Kingpin. Ha rubato e distrutto un preziosissimo manufatto a Kingpin, di cui voleva servirsi per curare la moglie Vanessa. Lì la si crede morta per essere stata pugnalata da Elektra, ma si scopre nella saga di Testa di Martello che era rimasta solo ferita gravemente. Era infatuata di Spidey ma quando gli ha tolto la maschera e si è resa conto che Peter Parker è un adolescente, gli ha letteralmente vomitato addosso al pensiero di baciarlo ed è fuggita via, disgustata.

## Avversari
- Green Goblin: antagonista principale e più ricorrente il suo alias, come nei fumetti canonici, è Norman Osborn, industriale molto ingegnoso e con pochi scrupoli dell'azienda Oscorp. Ha creato una droga potenziante chiamata Oz e la stava testando sui ragni. Sa che un ragno ha morso Peter e che questo gli ha alterato il metabolismo. Osborn si è quindi iniettato l'Oz ma ci fu un'esplosione e Osborn divenne un mostro verde quasi invincibile ma pazzo. Dopo il primo scontro con Spider-Man lo si crede annegato. In realtà sopravvive e ritorna ancor più potente. Viene sconfitto solo grazie al proprio figlio in quanto lo trafigge con un pezzo di metallo. Successivamente ritorna nella saga I Sei assieme ad altri 4 nemici di Peter (Electro, l'Uomo Sabbia, Kraven e Octopus). Lì obbligano Spider-Man ad unirsi a loro, ma vengono sconfitti dagli Ultimates. Dopo che Iron Man gli ha sparato durante la saga I Sei, è stato tenuto in stasi criogenica nei laboratori dello S.H.I.E.L.D.. Negli ultimi numeri scappa dalla prigionia e dopo aver partecipato ad un dibattito televisivo in cui accusava Nick Fury di averlo imprigionato senza motivo al solo scopo di screditarlo, attacca Spider-Man più volte. Lo S.H.I.E.L.D. l'attira usando suo figlio Harry come esca e durante una battaglia contro il figlio, Goblin l'uccide. Pentito del gesto, chiede agli agenti S.H.I.E.L.D. di ucciderlo a sua volta. Colpito alla testa è creduto morto, per poi ricomparire invece vivo a vegeto per la battaglia finale. Radunati i sinistri sei (Doc Ock, Kraven, Avvoltoio, Electro e Sandman) fugge nuovamente per affrontare Parker. Il Dottor Octopus si dimostra contrario all'idea e, in preda alla furia, Norman lo uccide. In seguito raduna gli ultimi scagnozzi rimasti ed assale casa Parker. Dopo un breve scontro nel quale i suoi uomini riescono a mettere fuori gioco Johnny Storm e Bobby Drake, Peter arriva sul posto. Sebbene ferito riesce con facilità ad abbattere Electro, l'Avvoltoio, Kraven e l'Uomo Sabbia. Rimasti in piedi solo lui e Norman, segue un violento scontro finale alla fine del quale le due nemesi si uccidono a vicenda.

- Kingpin: alias Wilson Fisk, è a capo della criminalità organizzata di New York. Ha una corporatura gigantesca e una forza sovrumana, è spietato e senza remore, una volta che si pone un obiettivo lo persegue sino in fondo. Ciò che desidera di più è una cosa che non può comprare: il risveglio della moglie, Vanessa Fisk, dal suo stato di coma. Sembra abbia una relazione con il capitano di polizia Jeanne De Wolfe, finché ella non è stata uccisa dal Punitore. Viene più volte cacciato dalla città per sfuggire alla giustizia USA e verrà definitivamente ucciso dal nascente boss della mala Mysterio.

- Dottor Octopus alias Dr. Otto Octavius: apparteneva al gruppo d'élite delle industrie di Norman Osborn. Lavorava con quattro braccia cibernetiche che gli permettevano di manipolare materiali pericolosi. Nella stessa esplosione che ha trasformato Osborn nel Goblin Verde, le quattro braccia sono diventate parti integranti del corpo. È stato sconfitto tre volte da Spider-Man e seppur la prima volta sia stato catturato da Nick Fury che gli ha staccato le braccia, senza distruggerle per studiarne eventuali produzioni in serie ed impieghi militari, e nella seconda (ovvero nella saga dei 6) avviene la stessa cosa, nella successiva le ha distrutte proprio davanti ai suoi occhi, immergendole nell'acciaio fuso. Tuttavia, le ha ricostruite ed ha creato dei cloni dell'Uomo Ragno tra cui Spider-Woman (alias Jessica Drew). Al termine della Saga del Clone, si scopre che Octavius ha ottenuto il potere di controllare tutti i metalli oltre alle sue braccia meccaniche, in un modo simile a quello di Magneto. Viene battuto da Peter e Jessica. Successivamente mentre Norman cerca di evadere dalla prigione dello S.H.I.E.L.D. lo attacca. All'inizio sembra in vantaggio, ma viene attaccato alle spalle e quindi tramortito da Electro.
- Venom alias Eddie Brock Jr.: un intelligente ma irresponsabile studente universitario, amico d'infanzia di Peter. È il figlio di Eddie Brock, vecchio collaboratore del padre di Peter durante l'esperimento chiamato Venom. Esso doveva essere una cura per il Cancro, ma si rivela poi un organismo vivo che si lega alle persone per poter sopravvivere. Dopo che lo stesso Peter era entrato in contatto con la Tuta, anche Eddie ne entra in contatto e si trasforma in un mostro estremamente forte e insano di mente. La polizia gli ha sparato ed è stato fulminato ma non è stato trovato il suo corpo. Più avanti riappare nella "Guerra dei Simbionti" e si scopre che egli è sopravvissuto. Dapprima attacca Spider-Man in un museo e poi viene catturato da Silver Sable. Viene portato da Bolivar Trask che si auto-definisce il proprietario legittimo della Tuta. Grazie a Beetle, Venom riesce a scappare. Avviene uno scontro tra i due ma nel momento in cui Venom sembra avere la meglio su di lui, riappare Spider-Man. A quel punto la Tuta si separa da Eddie Brock per poi dominare Peter. Qui viene attaccato dagli Ultimates e dopo un faticoso scontro, Thor riesce a neutralizzarlo. Peter torna normale ma Gwen (che in passato era stata uccisa da Carnage) ritorna sotto sembianze di un simbionte. qua ricompare Eddie Brock che, dopo essersi trasformato in Venom e rubato l'altro simbionte a Gwen riportandola normale, assume un pieno controllo della Tuta. Dopo aver affermato di aver ottenuto ciò che voleva, fugge. Più avanti viene catturato dallo stesso Beetle. Ricompare in Ultimates 3, ma in questa versione è solamente un androide creato da Ultron.
- Carnage: è un mostro vampirico creato dal Dr. Curt Connors con un esperimento, dove ha mischiato il proprio sangue con quello di Peter Parker e del letale simbionte di Venom. In origine era solo un insieme di cellule in una provetta, molto velocemente diventò una creatura "viva". Ha costantemente bisogno di forza vitale per riparare i danni al proprio DNA e tra le vittime c'è anche Gwen Stacy. Carnage è stato eliminato da Peter che lo ha lanciato in una ciminiera; tuttavia, il clone di Gwen Stacy è diventata il nuovo Carnage anche se poi le viene estirpato da Eddie Brock. Quanto a Cletus Kasady, egli viene citato una sola volta da Peter che legge il suo nome su una lista di ladri.
- Electro: ha acquisito i superpoteri grazie a Justin Hammer. Fa parte della banda di Kingpin e degli Ultimate Six. Sicuramente uno dei criminali più pericolosi che Peter abbia mai affrontato, difatti solo grazie ad un colpo di fortuna ed astuzia in cui lo sommerge d'acqua è stato in grado di sconfiggerlo. Il suo potere è stato successivamente grande da tenere testa a Thor, ciò lo rende uno dei più potenti criminali con super poteri apparsi finora. La terza volta che appare viene sconfitto dagli agenti S.H.I.E.L.D.
- Gli Enforcers: sono un gruppo di quattro criminali: Mr. Big (Frederick Foswell), Montana (Bale), Ox (Bruno Sanchez) e Fancy Dan (Rubinstein). Lavoravano per Kingpin fino a quando non sono stati sconfitti per due volte da Spider-Man. Foswell è stato ucciso dallo stesso Wilson Fisk a causa dei suoi fallimenti. Sono stati poi assunti successivamente da Testa di Martello ma sono stati ancora sconfitti da Peter.
- Kraven il Cacciatore alias Sergei Kravinoff: un Russo naturalizzato Australiano conduttore del proprio reality show. Vuole catturare (o uccidere) Spider-Man per aumentare il pubblico. Dopo la sua sconfitta in diretta TV, ha modificato il proprio DNA diventando così una feroce bestia licantropo. Ciononostante rimane comunque inferiore al ragazzo.
- Testa di martello: è un gangster-mutante di New York a capo di una banda criminale. Sbarazzatosi del precedente Kingpin (Silvermaine, alias Silvio Manfredi), iniziò una guerra contro Wilson Fisk che comprendendone la pericolosità decise di attaccarlo in vario modo mandandogli contro Elektra e spingendo Spider-man a combatterlo. La battaglia si concluse in un magazzino di copertura in cui erano schierati Testa di martello, gli Enforces, Elektra, la Gatta Nera, Spiderman, Moon Knight, Shang-Chi, Danny "Iron Fist" Rand ed una decina di sottoposti del gangster. Corruppe Elektra facendola passare dalla sua parte ma non avendola pagata, lo colpì con un sai e lo gettò giù da una finestra, finendo su una macchina della polizia. Non si sanno tuttora le sue condizioni.
- Elektra: è un'assassina di origini Newyorkesi, da ragazza innocente è diventata una killer professionista e lavora saltuariamente per Kingpin. Ha colpito Felicia Hardy con i propri Sai e l'ha quasi uccisa. Durante una resa di conti contro Testa di Martello è stata poi colpita da Moon Knight e gettata giù da una finestra da Felicia Hardy. Non si sanno le sue attuali condizioni ma secondo Jeanne De Wolfe "è molto malconcia". In passato ha avuto una storia con Devil.
- Punitore alias Frank Castle: è un poliziotto di New York che non volle piegarsi alla corruzione del suo dipartimento e per tal motivo alcuni dei suoi colleghi gli tesero un assalto e uccisero i suoi familiari a colpi di fucile. Rimessosi, uccise due dei poliziotti coinvolti e venne arrestato. Riuscì ad evadere e a completare la sua vendetta ma venne catturato da Devil e Spider-man. Dopo questi eventi fuggì di nuovo e continuò la sua carriera di vigilante; arrestato di nuovo da Spider-man mentre cercava di fucilare un ragazzo che tentava una rapina (Boomerang) si diede ancora una volta alla fuga e tra le sue vittime stavolta ci fu anche il capitano di polizia Jeanne De Wolfe, una pedina di Kingpin. È poi stato arrestato nuovamente.
- Deadpool: è un mercenario potenziato roboticamente che ha attaccato lo Xavier Institute per rapirne gli studenti ed usarli come prede in una sorta di reality show sull'isola di Genosha dove un gruppo di cyborg da loro la caccia; è stato fermato dall'Uomo Ragno e da Kitty Pride. Prova un profondo disprezzo per la razza mutante e benché sia estremamente prolisso è privo di qualsiasi aurea spiritosa in contrapposizione a quello classico.
- Shocker alias Herman Schultz: è un criminale trentatreenne tedesco che utilizza dei generatori di potenza, di sua invenzione per sparare onde soniche. È stato arrestato dall'Uomo Ragno. Benché sia sicuramente di grande ingegno, non riesce mai a compiere nulla di buono (in senso cattivo) a parte una volta in cui arrivò a rapire Peter durante una rapina dopo averlo stordito. Durante quel frangente confidò al ragazzo di essere stato uno scienziato della Roxxon. Se non fosse per i suoi patetici tentativi di vita criminale, potrebbe essere considerata uno scienziato di gran valore.
- Avvoltoio: è Blackie Drago, un ex agente S.H.I.E.L.D. adirato con l'associazione Roxxon, è stato sconfitto dall'Uomo Ragno mentre attaccava la Roxxon. Dedicandosi ancora ai furti, venne fermato successivamente da Spider-woman e Johnny Storm.
- Kangaroo alias Frank Oliver: è un gangster che ottenne tanto potere da apparire come minaccia a Kingpin che, tramite il capo della polizia di New York Jeanne De Wolfe, v'indirizzò contro l'Uomo Ragno, che lo neutralizzò in breve, facendo fronte unito con Devil.
- Silver Sable: è una mercenaria assunta dall'associazione Roxxon per catturare l'Uomo Ragno ma è stata sconfitta. Ricompare poi durante la Guerra dei Simbionti, assunta stavolta per catturare Venom-Eddie Brock Jr. Riesce nell'intento, ma quando Eddie riesce a scappare, viene catturata dagli Ultimates.
- Uomo Sabbia alias Flint Marko: è un criminale trasformato in un mostro di sabbia da una mutazione genetica provocata da Justin Hammer. Non ha inizialmente il pieno controllo dei propri poteri e viene sconfitto da Peter. Partecipa alla grande fuga di Norman Osborn dalla base segreta dello S.H.I.E.L.D. entrando a far parte del gruppo degli Ultimate Six. Viene poi sconfitto (seppur con fatica) da Iron Man.
- Rhino alias Alexander O'Hirn: è un uomo che usa un'armatura da rinoceronte rubata all'esercito per compiere dei furti. È stato arrestato la prima volta da Iron-man e la seconda Dall'Uomo Ragno.
- Omega Red: folle criminale dotato di tentacoli posti sui polsi. Mercenario, accusò Jameson di averlo screditato nel suo lavoro a causa dei suoi articoli, che più che altro trattavano dello scontro avvenuto tra Omega e Spider-Man al porto della Roxxon, venendo poi nuovamente sconfitto.
- Mysterio: supercriminale e boss malavitoso di New York; il suo nome deriva dall'appellativo che la polizia ha usato per identificarlo quando rapinava banche prima della catastrofe di Magneto, a causa delle tecniche anomale con cui le compiva: arrivava, rubava e se ne andava senza far scattare allarmi e comparendo-scomparendo dal nulla. Sbarazzatosi di Kingpin ambendo al titolo di Boss indiscusso di NYC, è stato l'unico a tendere una trappola a Spider-Man ottenendo esiti positivi. Si è rivelato estremamente geniale in ambiti tecnici e strategici, padroneggiando conoscenze scientifiche molto elevate. Possiede una visione delle cose e un metodo di "lavoro" particolari non paragonabili con quelli di numerosi suoi colleghi; il primo infatti si basa su un nichilismo materialista mentre il secondo su un'organizzazione quasi maniacale dei propri piani, considerando ogni ora impiegata preziosissima e non sprecabile.
- Bombshell: una coppia di ladre madre e figlia dotate di poteri a legame empatico, in grado di scagliare raggi esplosivi dalle mani quando sono vicine tra loro. Vengono affrontate e arrestate sia da Peter che dal suo clone Jessica unita a Johnny Storm, durante i loro tentativi di furto. Caratteristico è il loro atteggiamento rude e il linguaggio scurrile.